# カチノン
カチノン（Cathinone）とは、(S)-1-フェニル-2-アミノ-1-プロパノンである。アフリカ原産の植物のカートに含まれるアルカロイドの1種である。イスラエルではhagigat（ヘブライ語:חגיגת）とも呼ばれる。

## 構造活性相関

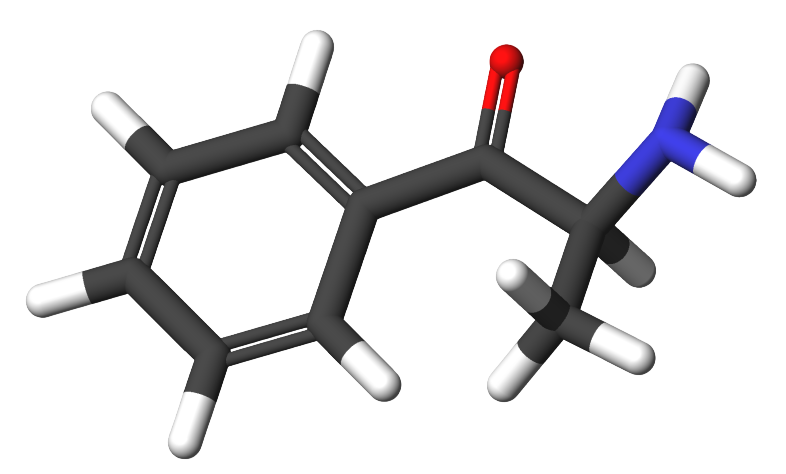
カチノンの分子構造。アミノ基が結合している炭素はキラル中心である。

カチノンの分子構造は、エフェドリンやカチンやアンフェタミンなど、モノアミンの精神刺激薬に類似している。ベンゼン環に水酸基を持たない、これらの化合物は血液脳関門を通過し易い。カチノンも血液脳関門を容易に突破し、線条体からのドーパミンの放出を促進する。
しかしながら、カチノンはケトン基を持つ点で、他の多くのモノアミンの精神刺激薬と異なる。カチノンと骨格を共有する他のモノアミンの精神刺激薬には、抗うつ薬のブプロピオンや、精神刺激薬のメトカチノンなどが挙げられる。なお、カチノンの化学構造はメトカチノンに対して、アンフェタミンとメタンフェタミンの関係と同じ関係である。カチノンは、側鎖のβ位にケトン基を持つ点でアンフェタミンと異なる。
カチノンに対応するアルコールであるカチンは、カチノンと比べて覚醒剤としての効果が弱い事が知られている。

## 所在
カチノンは、植物のカートから抽出できる。このカートが有する覚醒作用の主な原因が、カチノンだと考えられている。吸収されたカチノンが排泄されるだけでなく、吸収されたカチノンは、カチノンよりも覚醒剤としての効果が弱いカチンへと代謝される事も、カートの葉を摂取後、時間が経過すると覚醒作用は弱まってゆく理由である。なお、新鮮なカートの葉は、乾燥した葉よりもカチンに対するカチノンの割合が高く、そのため精神活性作用がより強い。

## 合成
カチノンは、α-ブロモプロピオフェノンを原料としての人工的な化学合成も可能である。

## 法規制
国際的に、カチノンは向精神薬に関する条約の付表Iに指定されている。また1993年頃、麻薬取締局は規制物質法の付表Iにカチノンを加えた。一部の法域でカートの販売は合法ながら、違法な地域もある。合成カチノンは、アメリカ合衆国において「バスソルト」として知られる合法ドラッグの主要成分としても使われる。